# Zhang Chenglong
Zhang Chenglong (en xinès: 张成龙, nascut el 12 de maig de 1989) és un gimnasta xinès. Ha obtingut múltiples medalles en les competicions per equips als Campionats Mundials de Gimnàstica Artística de 2010, 2011 i 2014, així com als Jocs Olímpics de Londres 2012.
En Rio de Janeiro 2016, Xina va acabar en segon lloc en la final per equips. Individualment, en el Campionat Mundial de Gimnàstica Artística de 2010, Chenglong es va convertir en campió mundial de barra fixa. No obstant això, al any següent, va perdre el títol davant el seu compatriota Zou Kai. També en Tòquio va aconseguir la plata en les barres paral·leles.